# Старокінний ринок
Старокінний ринок або Старокінний базар — найстаріший з існуючих сьогодні одеських ринків. Організований в 1833 році під назвою «Скотський базар» на околиці Одеси. Датою заснування Старокінного ринку прийнято вважати 05.07.1833 року. Зараз розташовується в центрі району Молдаванка.
Згідно архітектурного плану Одеси від 1826 року Георгія Торічеллі були побудовані наскрізні кам'яні галереї, корпуси та навіси, прокладені водогін та каналізація.
На рубежі 1840—1850-х років спеціалізований ринок для худоби перемістили на Нову Кінну площу поблизу нинішнього Привозу, спочатку обмежену вулицями Степовою, Болгарською, Млинською та Малоросійською. Після чого, ближче до середини 1850-х, за колишнім Скотським базаром закріплюється назва Старокінний. Поступово ринок був забудований магазинчиками та прилавками для продажу зелені, плодів, хліба та інших продуктів. Однак прославився Старокінний як пташиний ринок, де продавалися риби, птиці та домашні тварини, а також «злачная барахолка», де можна було купити все як у минулому, так і в сьогоденні.
У 2004 році Старокінний ринок реконструювали, проте блошиний ринок навкруги ринку зберігся.
На ринку представлені різноманітні групи товарів для рибальства, туризму, також для ремонту та будівництва.
Але головною особливістю Старокінного ринку залишаються павільйони з акваріумними рибками, птахами (папуги, канарки та інші), рептиліями, гризунами. А також продавці собак та кішок, що стоять біля ринку на вулиці Раскидайлівській.
І звичайно ж на Старокінному ринку можна знайти все необхідне для комфортного утримання домашніх тварин.

## Галерея

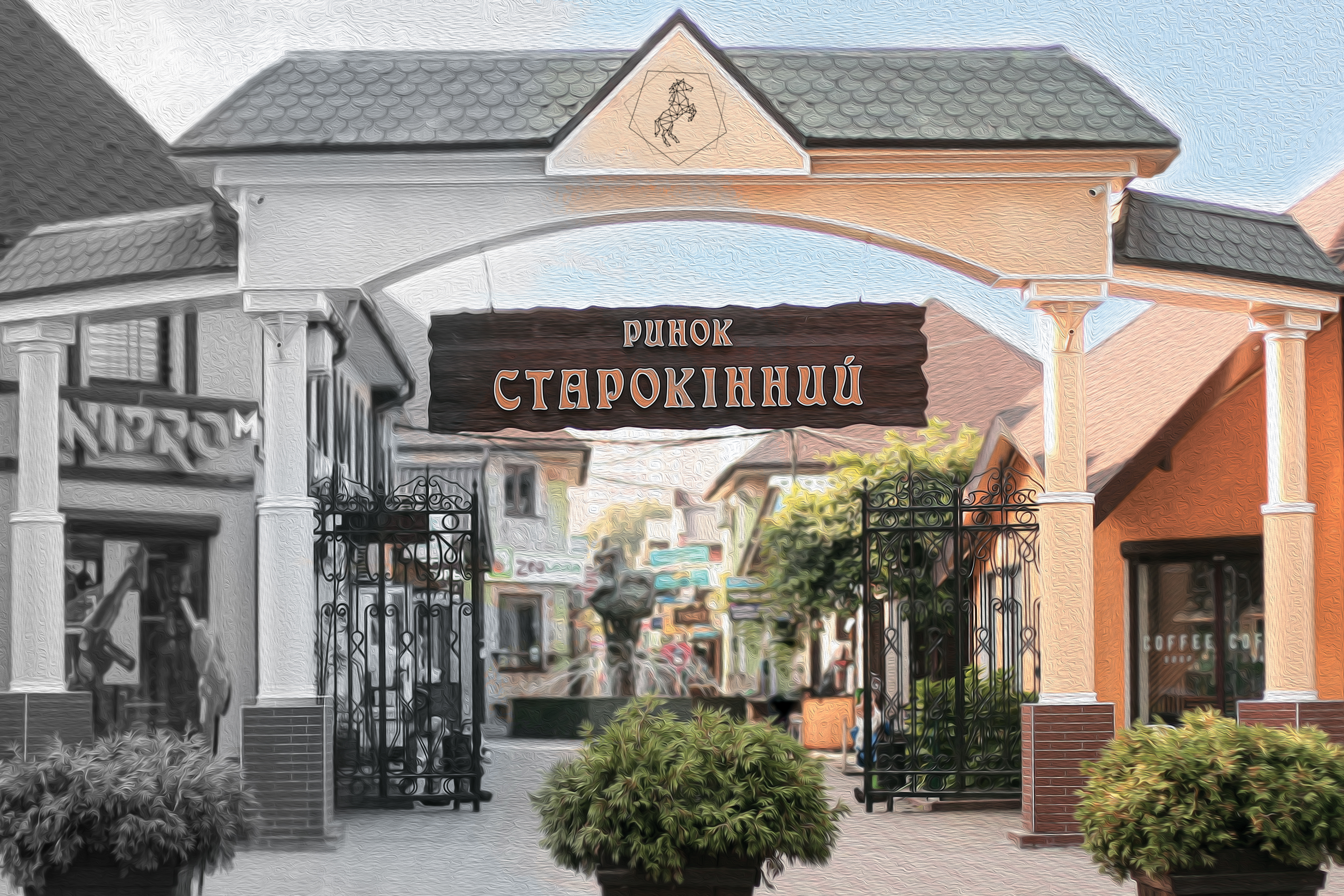
Центральний вхід до Старокінного ринку зі сторони вул. Розкидайлівської, 31
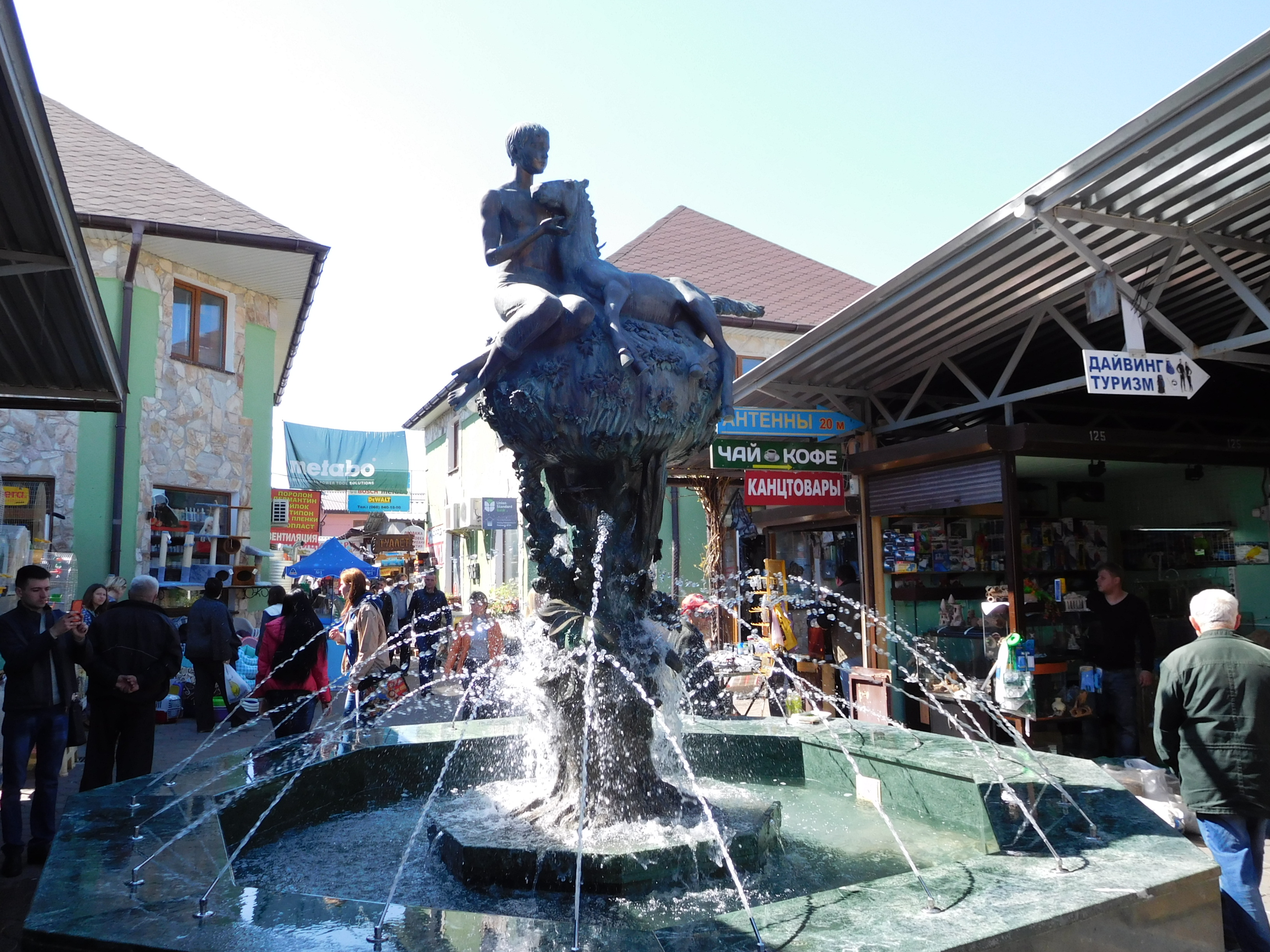
Старокінний ринок
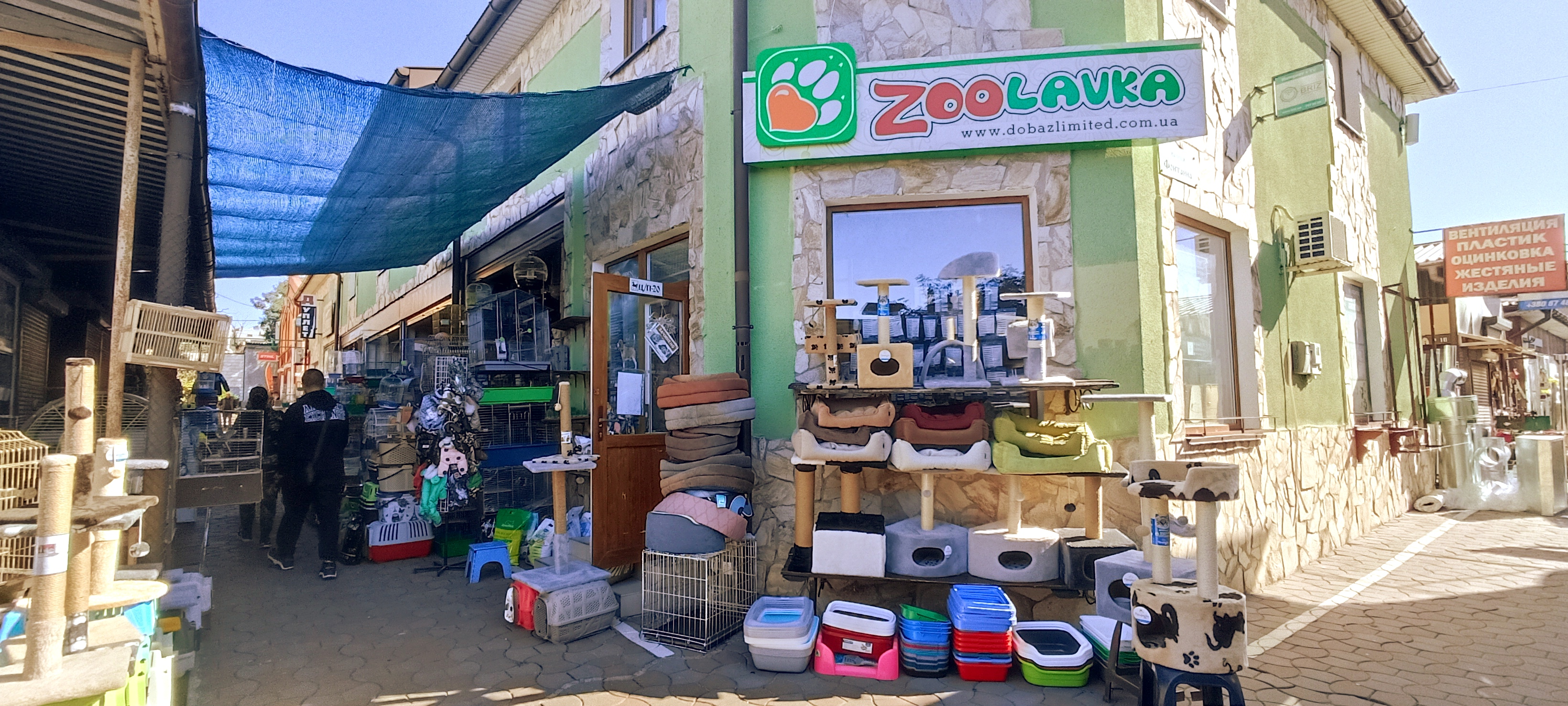
Зоомагазин на Старокінному ринку
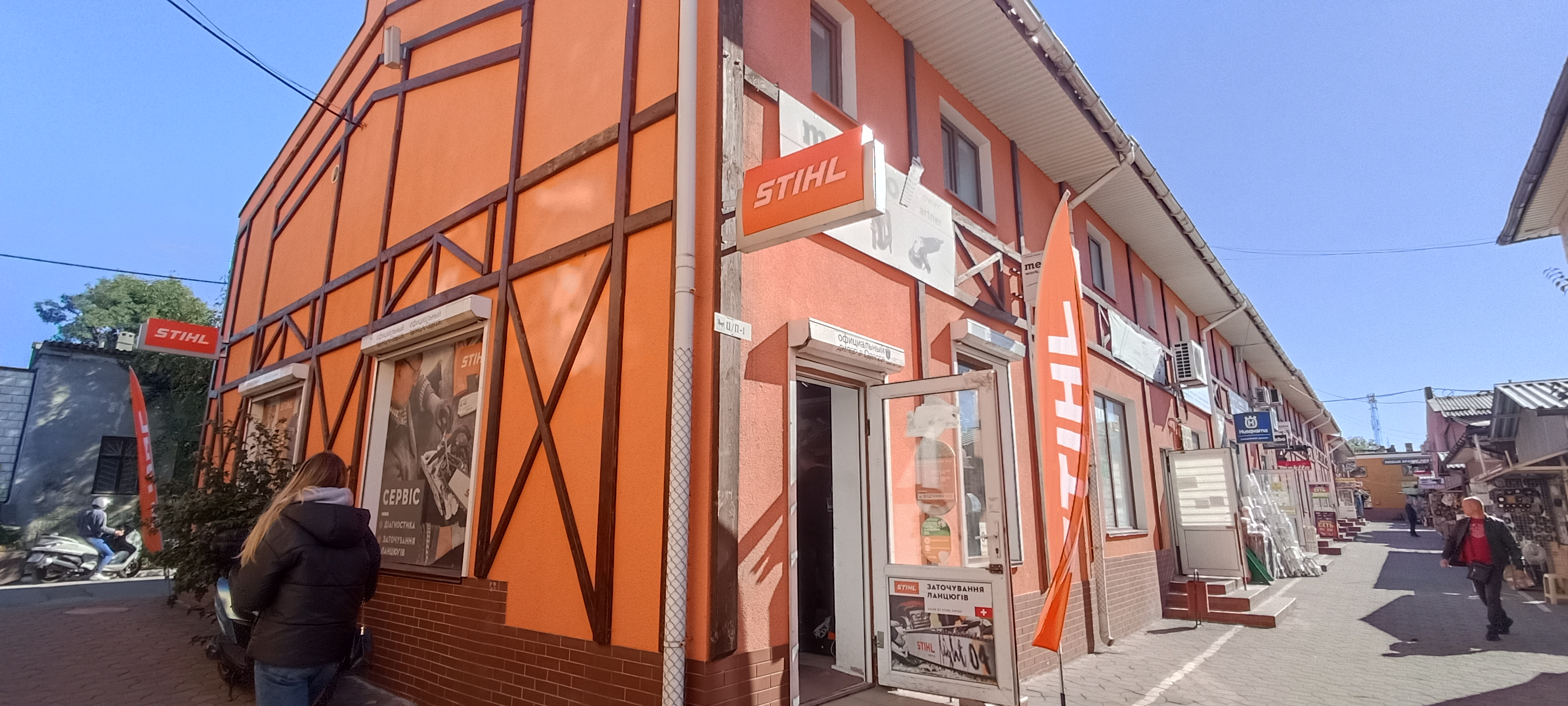
Будівельний магазин на Старокінному ринку
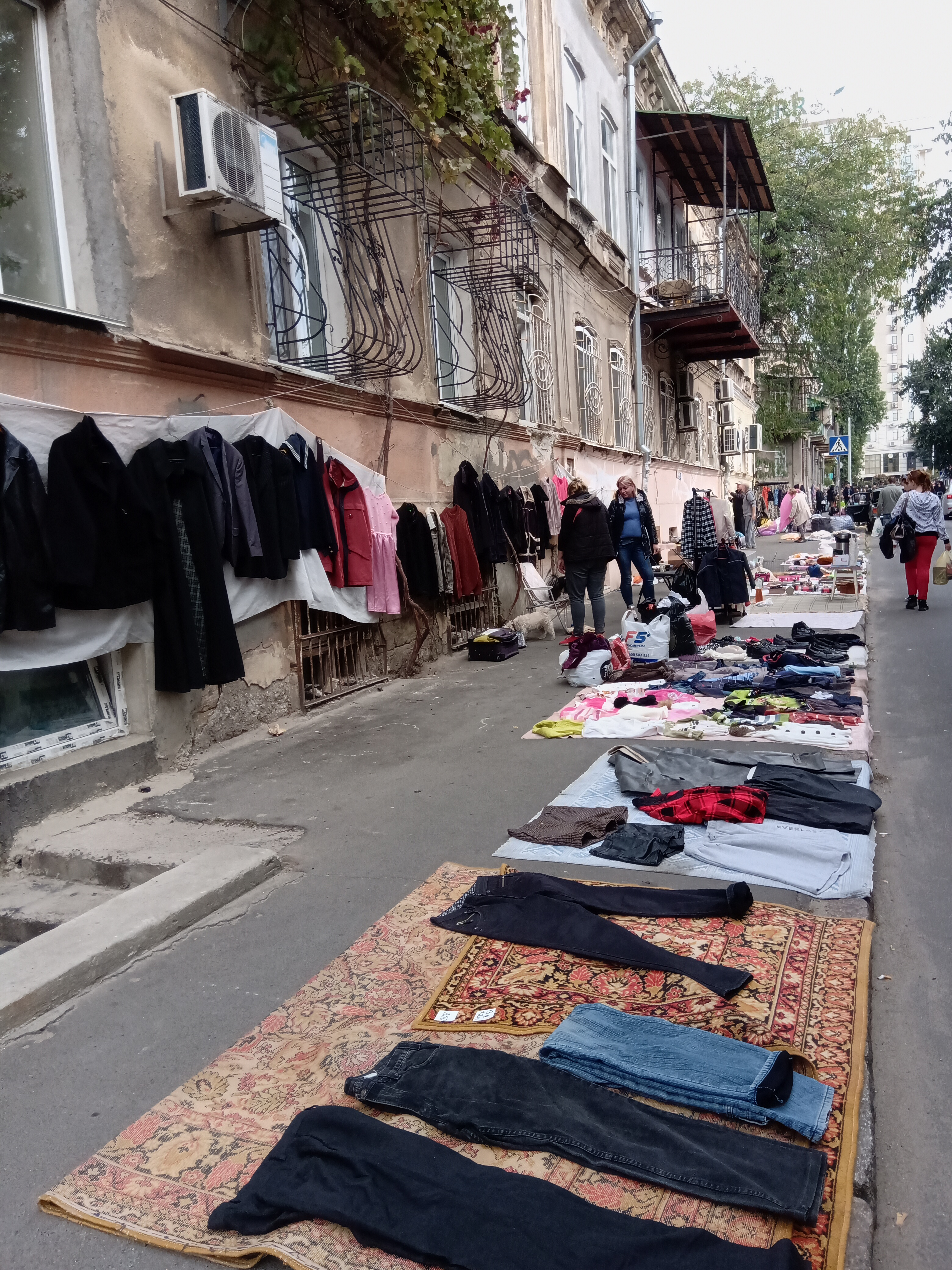
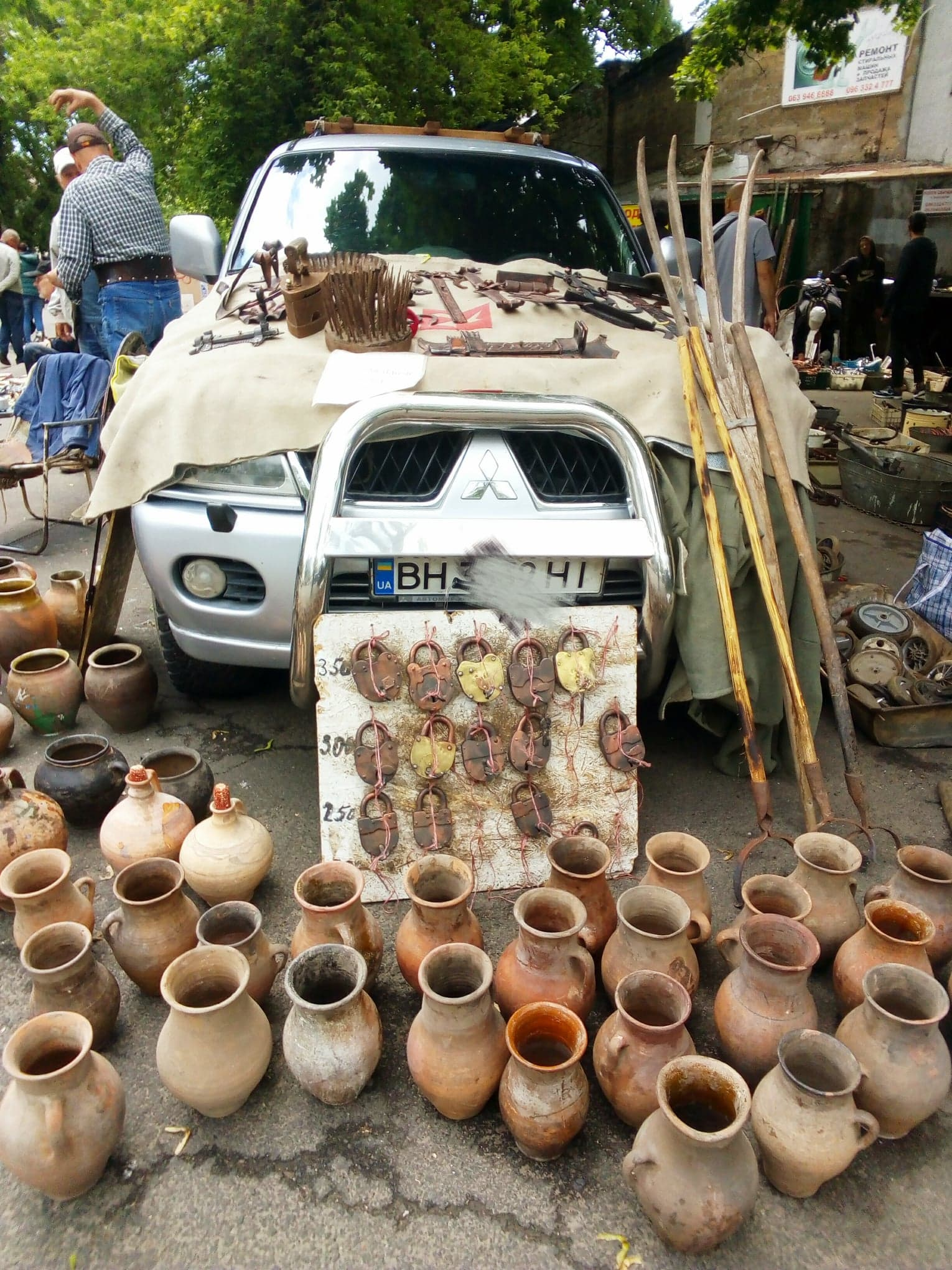
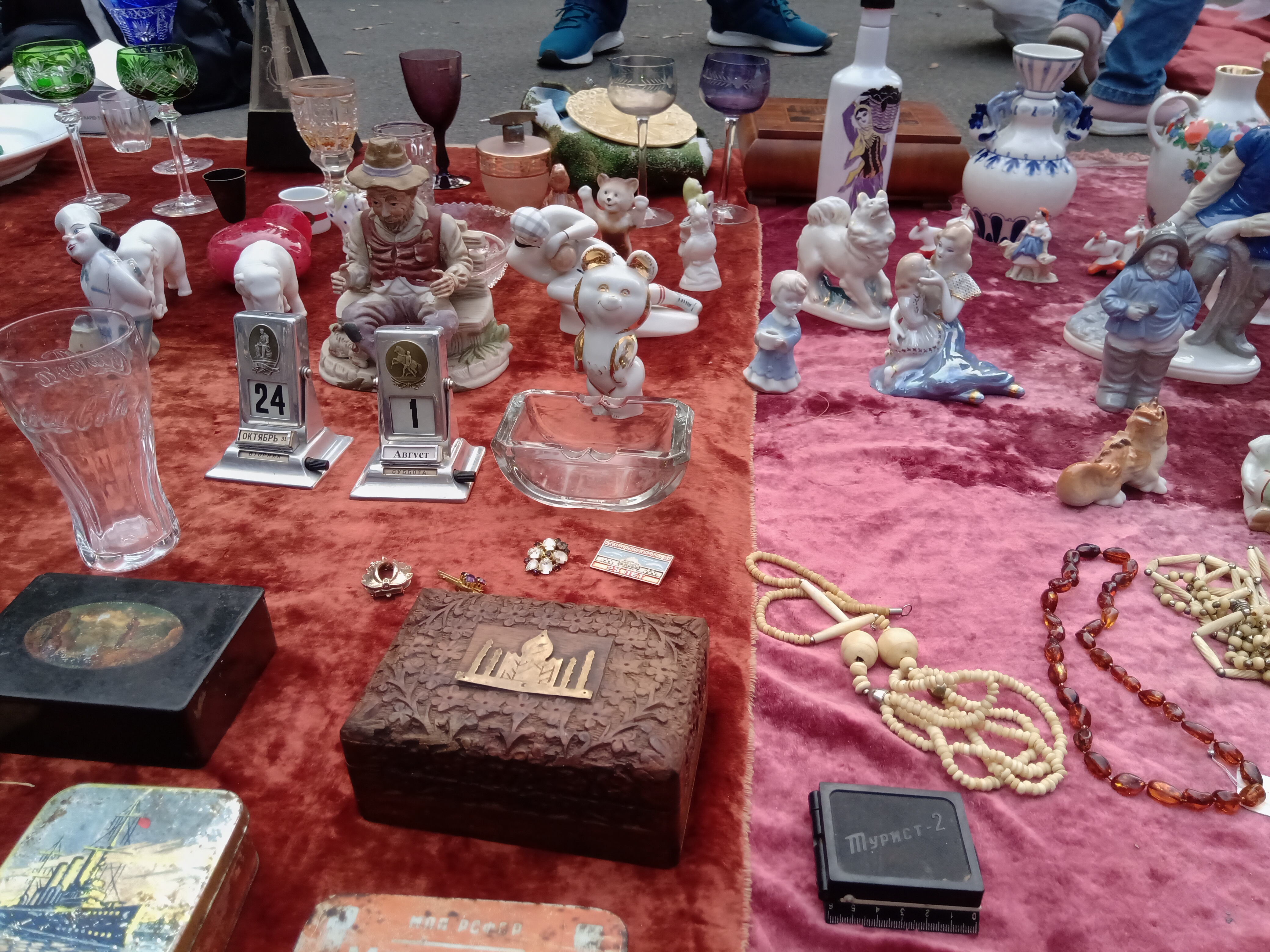
Антикваріат на Старокінному ринку
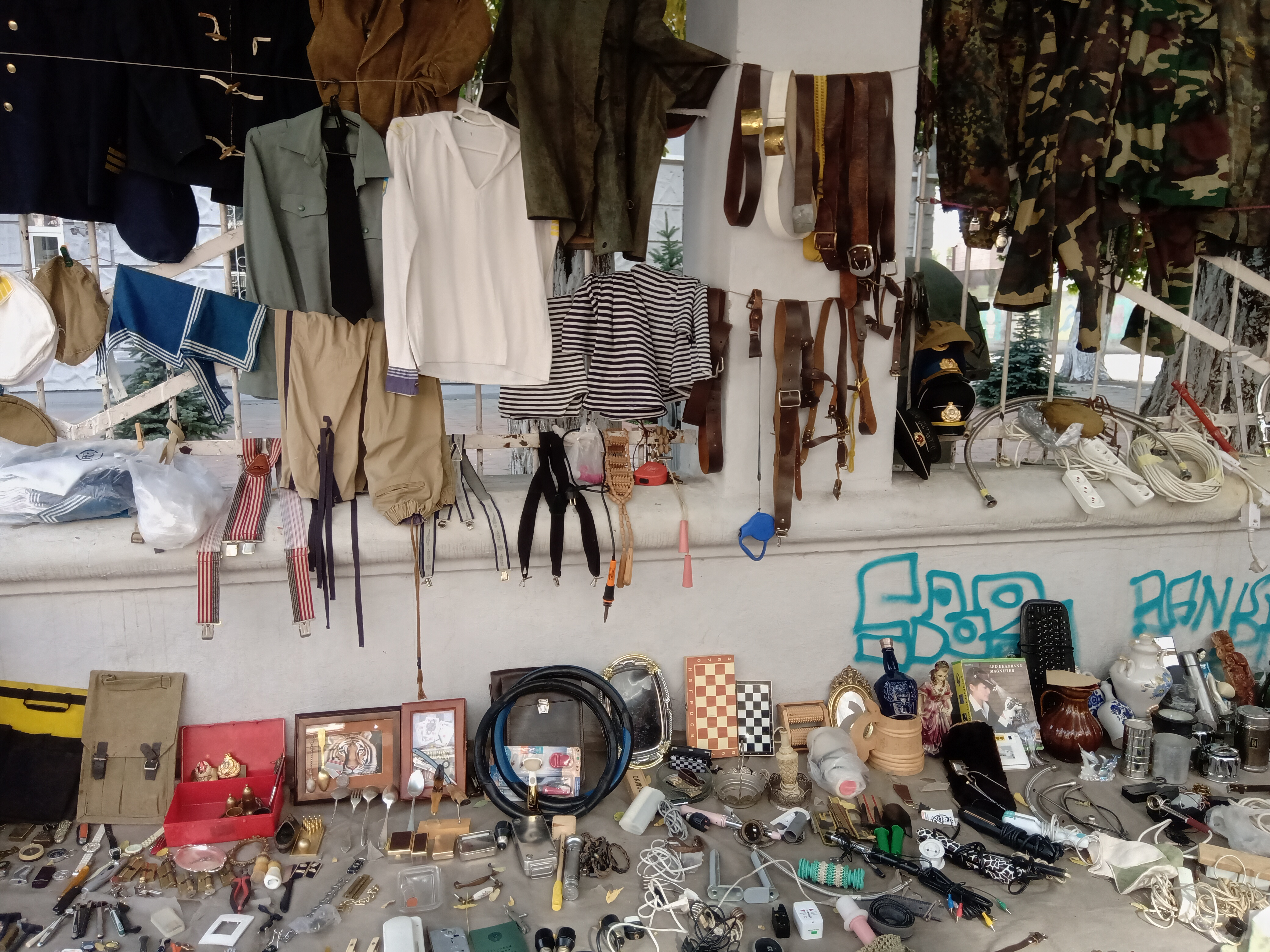
Старі речі на Староконном рынке
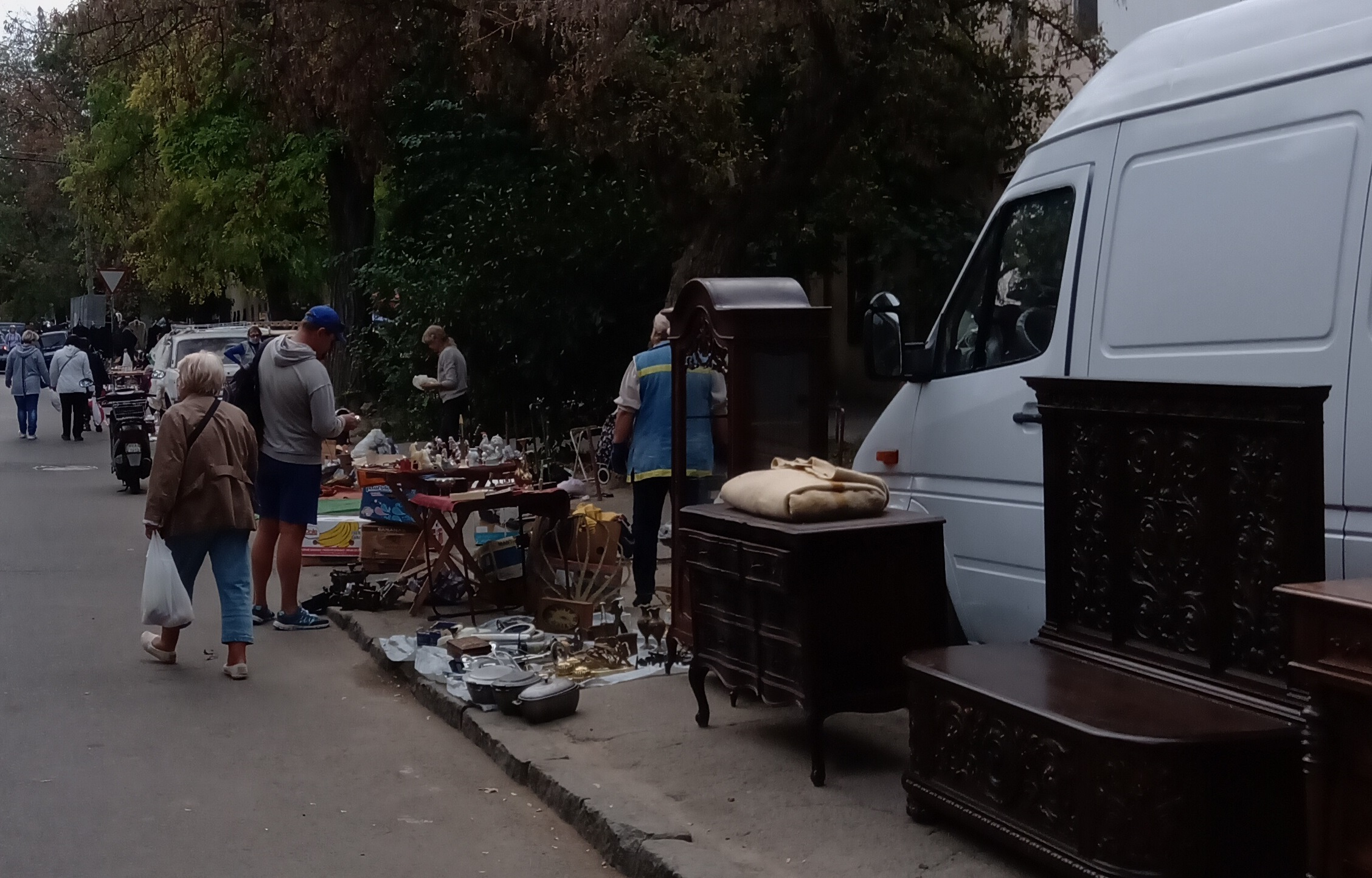
Біля Староконного, вул.Раскидайлівська
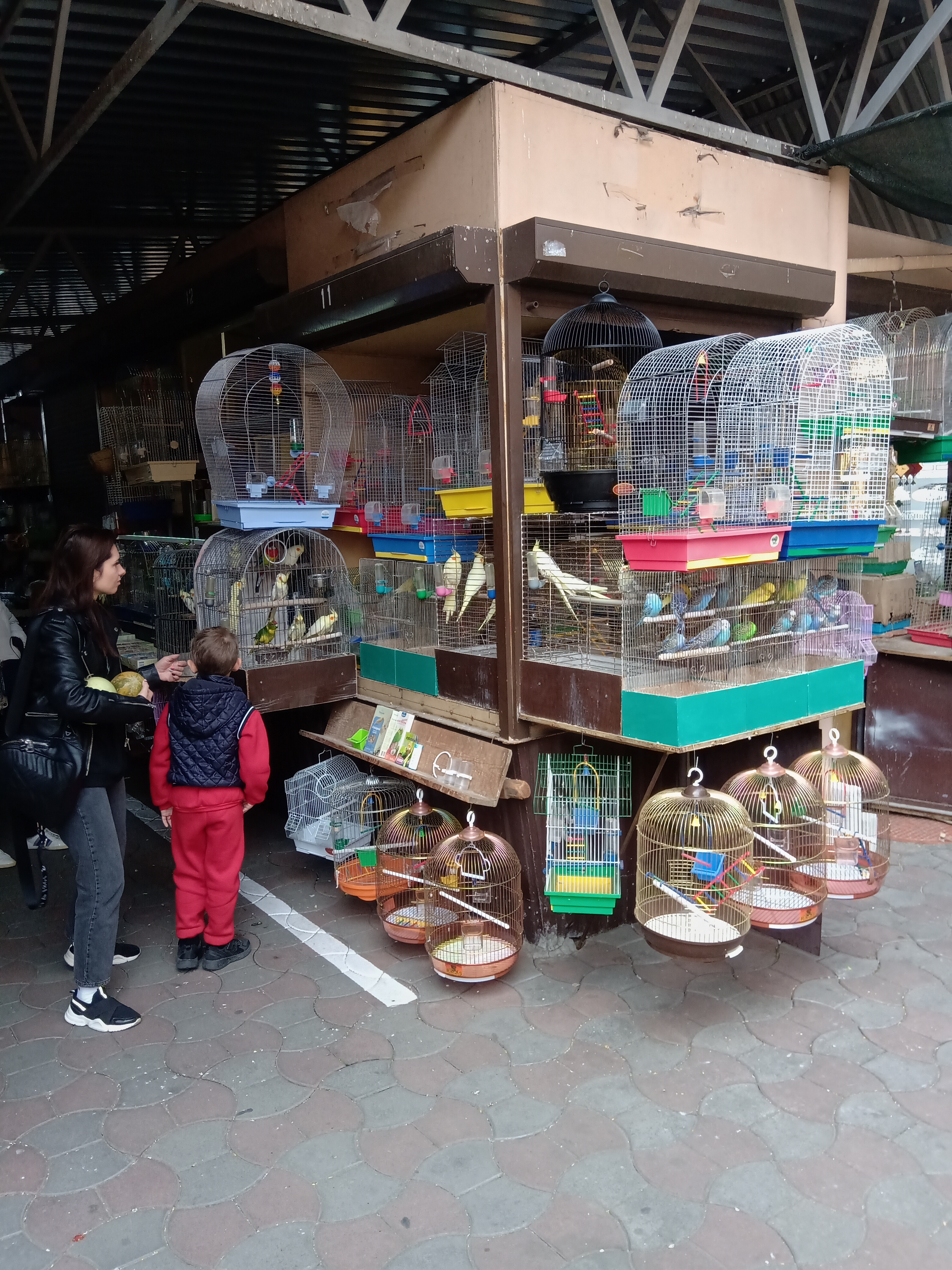
Птахи на Старокінному ринку
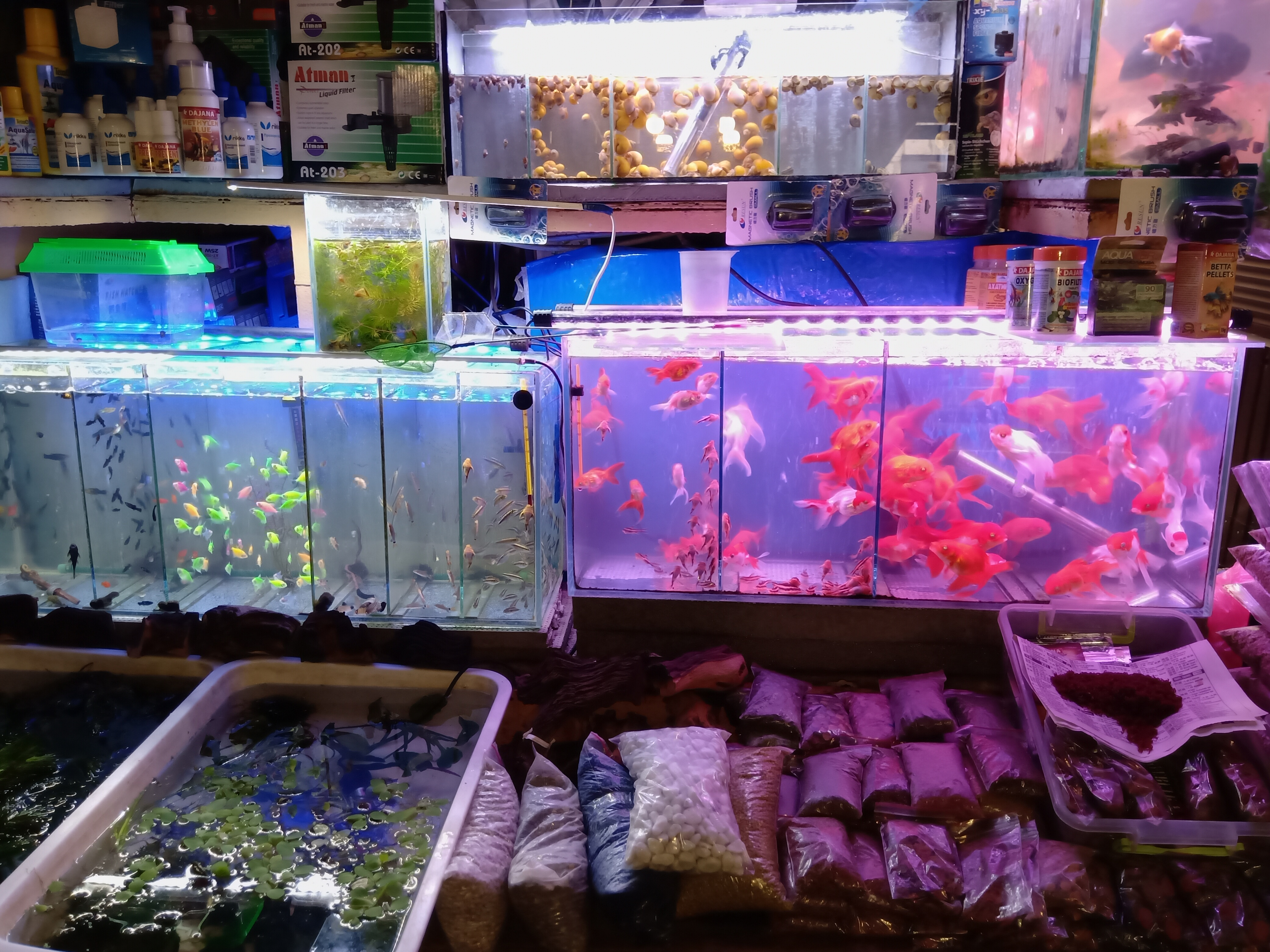
Акваріуми на Старокінному ринку